# 天主教圣马科阿尔真塔诺-斯卡莱阿教区
天主教聖馬科阿爾真塔諾-斯卡萊阿教區（拉丁語：Dioecesis Sancti Marci Argentanensis-Scaleensis）是天主教會在義大利的一個教區。屬科森扎-比西納諾總教區。
教區大約在1070年成立，1818年6月27日與比西納諾教區結合。1979年4月4日獲得斯卡萊阿，但同時釋出比西納諾，並易名至今。2001年1月30日由聖座直轄改屬新成立的科森扎-比西納諾教省。
教區位於科森扎省西北部。2010年有教友111,049人，佔轄區總人口97.6%。教區下轄六十四個堂區，有八十九名司鐸。現任教區主教為萊昂納多·博南諾。